# Yitzhak Katznelson
Pour les articles homonymes, voir Katznelson.
Yitzhak Katznelson (hébreu : יצחק כצנלסון; né en 1934) est un mathématicien israélien.

## Biographie
Katznelson est né à Jérusalem. Il obtient son doctorat de l'Université de Paris en 1956. Il est professeur de mathématiques à l'Université Stanford.
Il est l'auteur de An Introduction to Harmonic Analysis, qui remporte le prix Steele pour l'exposition mathématique en 2002.
En 2012, il devient membre de l'American Mathematical Society.